# Draveil
Draveil es una localidad y comuna francesa situada en el departamento de Essonne, en la región de Isla de Francia.

## Demografía
| 967 | 1 119 | 1 112 | 1 132 | 1 410 | 1 318 | 1 614 | 1 364 | 1 737 | 1 918 | 1 602 | 1 472 | 1 655 | 1 728 | 2 021 | 2 107 | 2 329 | 2 564 | 2 924 | 3 314 | 4 202 | 5 929 | 8 310 | 10 316 | 10 510 | 12 335 | 18 124 | 25 352 | 28 602 | 26 543 | 27 867 | 28 093 | 28 335 |
| Para los censos de 1962 a 1999 la población legal corresponde a la población sin duplicidades (Fuente: INSEE [Consultar]) |       |       |       |       |       |       |       |       |       |       |       |       |       |       |       |       |       |       |       |       |       |       |        |        |        |        |        |        |        |        |        |        |

## Hijos ilustres
- Olivier Adam, escritor.